# Haus des Terrors (Budapest)

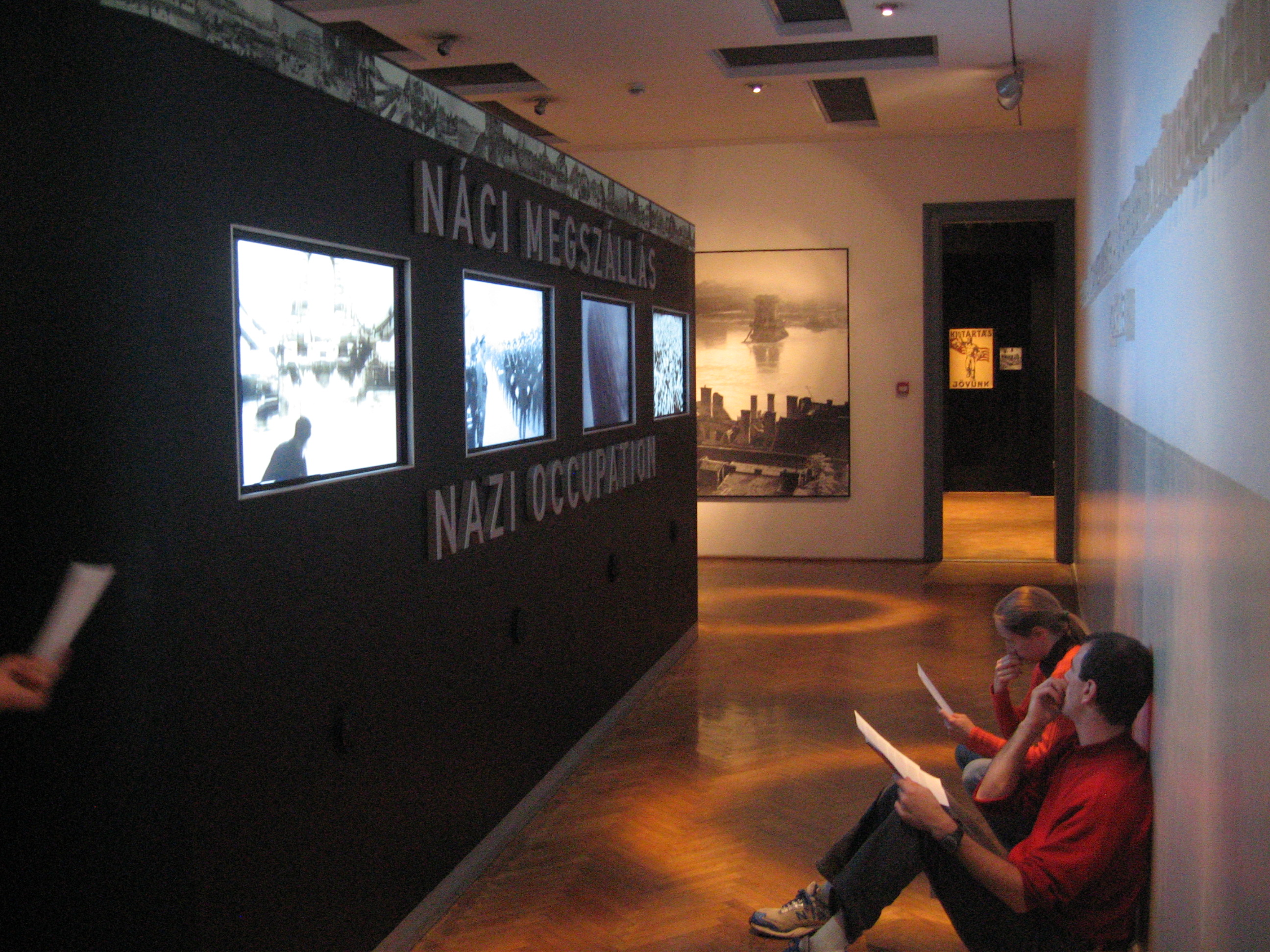
Ausstellungsraum

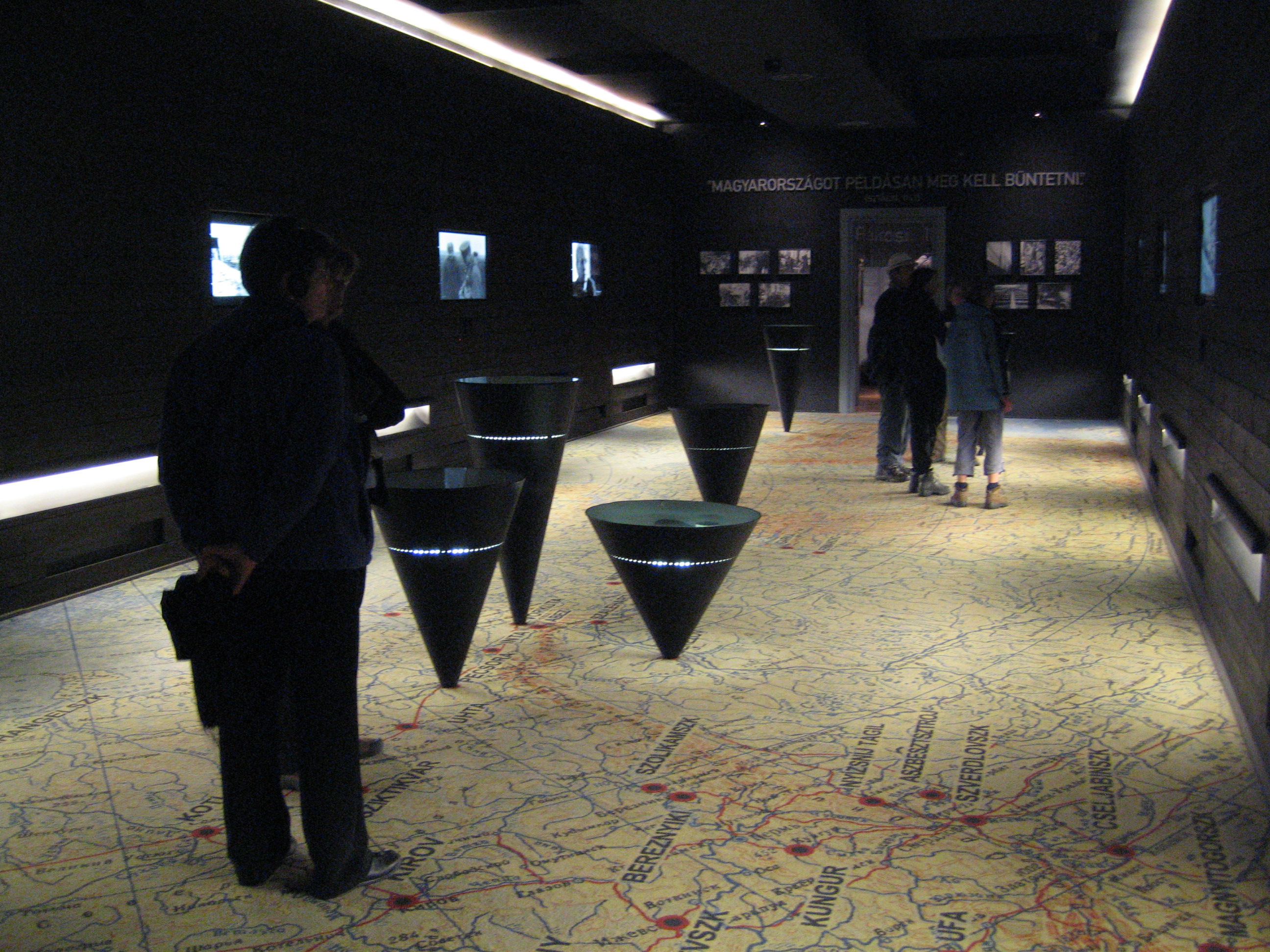
Ausstellungsraum

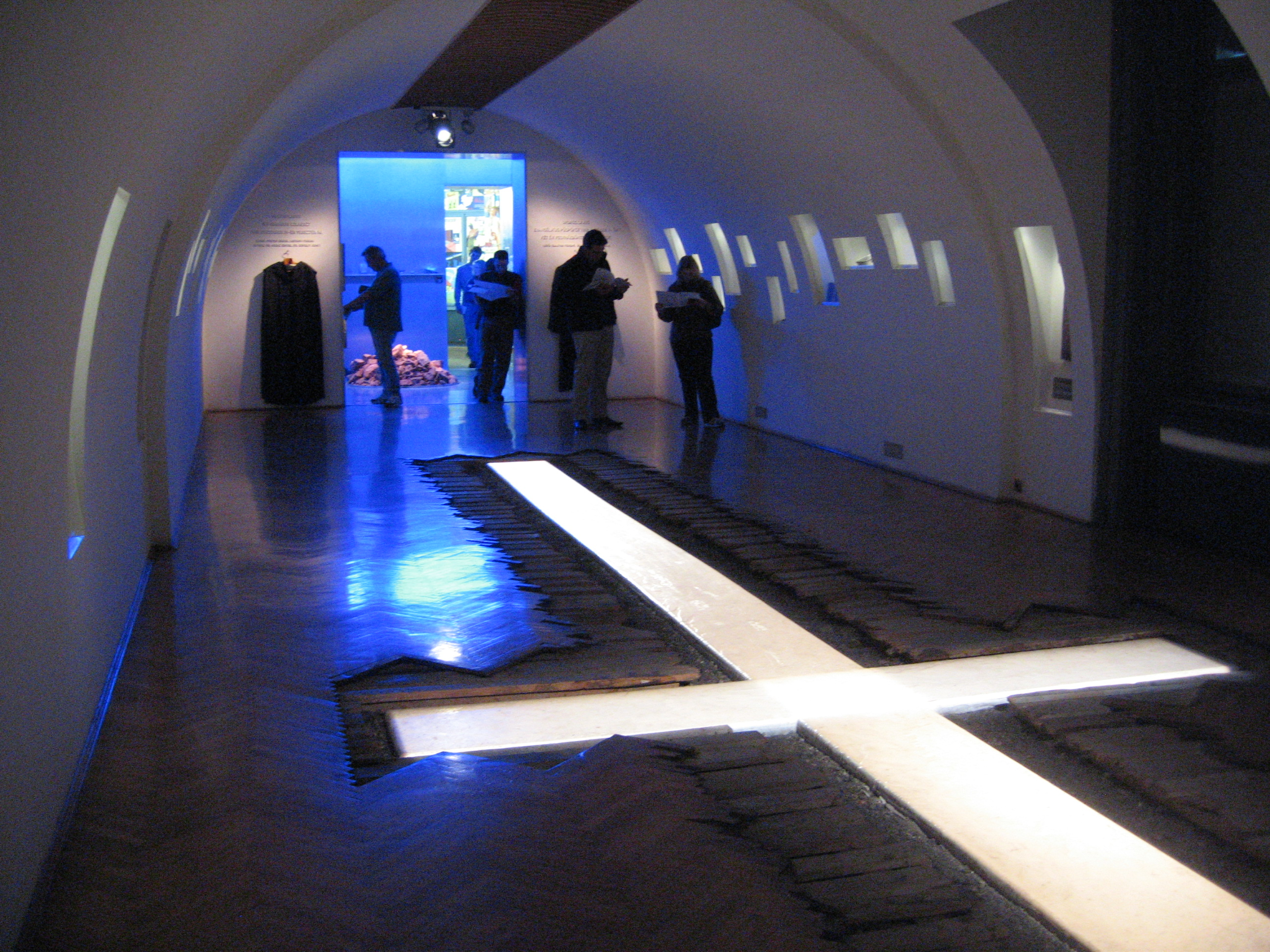
Ausstellungsraum

Das Terror Háza (deutsch: Haus des Terrors) ist ein als Gedenkstätte konzipiertes historisches Museum in Budapest. Es ist in der Andrássy út 60 untergebracht und soll sowohl an die Herrschaft der faschistischen Pfeilkreuzler (1944–1945) als auch die marxistisch-leninistische Diktatur der Kommunisten (1949–1989) in Ungarn erinnern und stellt dabei beide Regime in seiner Ausstellung gegenüber.

## Geschichte des Museums

### Nutzungsgeschichte des Museumsgebäudes
Das im Jahre 1880 nach den Plänen von Adolf Feszty im Neorenaissancestil erbaute Palais war ursprünglich in jüdischem Besitz. Es diente von 1937 bis 1944 als Sitz und Gefängnis der ungarischen Pfeilkreuzlerpartei von Ferenc Szálasi, genannt das „Haus der Treue“ (Hűség háza). 1945 wurde es zunächst von der politischen Polizei (PRO) übernommen und dann zum Hauptquartier ihrer Nachfolgeorganisation, des kommunistischen Staatssicherheitsdienstes ÁVO beziehungsweise ÁVH. Während der stalinistischen Ära nutzte dieser es als Foltergefängnis. Durch schrittweisen Ausbau umfasste das Gefängnis im Endzustand den unterirdischen Bereich unter dem gesamten umgebenden Häuserblock. Nach dem Volksaufstand 1956 wurde es zum Zentrum des Kommunistischen Jugendverbandes KISZ umfunktioniert.

### Einrichtung des Museums
Während der Amtszeit der ersten Regierung Viktor Orbán 1998–2002 wurde der Wunsch immer lauter, an dieser Stelle eine Gedenkstätte für die Opfer beider Diktaturen zu errichten. Deshalb kaufte die Stiftung für die Forschung Ost- und Mitteleuropäischer Geschichte und Gesellschaft das Gebäude und baute es um. Es bekam ein schwarzes Passepartout aus symbolischen Messerklingen. Seit Februar 2002 befindet sich hier ein Museum, das sich sowohl der Geschichte des Pfeilkreuzler als auch des kommunistischen Regimes widmet. Derzeit behandeln zwei Ausstellungsräume Ungarn während des halben Jahres unter der von NS-Deutschland gestützten Kollaborationsregierung (Pfeilkreuzler), 18 Räume sind den 40 Jahren kommunistischer Diktatur gewidmet.
Das Konzept des Hauses des Terrors führte im Vorfeld der Eröffnung zu Kontroversen. Die Kritik richtete sich zunächst gegen die parteipolitische Vereinnahmung des Hauses mit der Tendenz zur Gleichsetzung von zwei diktatorischen Regimen durch deren gemeinsame Darstellung. Ebenfalls stark kritisiert wird der weitgehende Verzicht auf die Thematisierung der Zusammenarbeit des Regimes von Miklós Horthy mit den Nationalsozialisten und damit die Verdrängung der ungarischen Mitverantwortung für den Holocaust, sowie das im Museum repräsentierte ungarische Opfernarrativ.
Nach der Eröffnung wurde die Eindrücklichkeit des Museums beschrieben, in dem durch multimediale und emotional stark berührende Darstellungen der Schrecken der beiden totalitären Regime verdeutlicht wird.
Neben der Dauerausstellung sind Wechselausstellungen zu sehen, z. B. zu den Themen George Orwell und Arthur Koestler.